# Apenkots
Apenkots is een zoet gerecht met geplette bananen en kwark, meestal met suiker. Het kan gegeten worden als nagerecht, voedzaam tussendoortje of broodbeleg. In de Antwerpse variant is de suiker kandijsuiker. Andere mogelijkheden zijn het toevoegen van (opgeklopte) slagroom, en/of versiering met chocoladevlokken, hagelslag of bananenschijfjes.

## Recept
De verhoudingen zijn ongeveer drie bananen, een kwart liter slagroom en vijfhonderd gram kwark. De bananen worden geprakt tot een puree en gemengd met de kwark. Daarna wordt naar smaak suiker en de stijf geklopte slagroom toegevoegd.